# Carol Brooks MacNeil
Carol Brooks MacNeil (Chicago, 15 de enero de 1871 - Nueva York, 22 de junio de 1944) fue una escultora estadounidense, que realizó diseños únicos para jarrones, teteras, tinteros y otros objetos decorativos y útiles, así como bustos de niños, incluidos los de sus dos hijos, y estatuillas.

## Biografía
Nacida en Chicago, e hija de un pintor, optó por la escultura en el Instituto de Arte de Chicago con Lorado Taft. Estudió en París con Frederick William MacMonnies y Jean-Antoine Injalbert. Fue una de los conocidos como "White Rabbits” de Lorado Taft en la Exposición Mundial Colombina de 1893, junto con otras artistas femeninas como Helen F. Mears. En 1895, se casó con Hermon Atkins MacNeil, escultor de indios americanos y monumentos heroicos. Tuvieron dos hijos, Claude A. MacNeil y Alden B. MacNeil.
Colaboró con su esposo en al menos un proyecto, una escultura del presidente William McKinley en el Monumento a William McKinley frente a la Cámara de Representantes de Ohio en Columbus, Ohio, que se inauguró en septiembre de 1907. MacNeil asumió la responsabilidad de criar a sus dos hijos, lo que le permitió dedicar menos tiempo a su obra de arte, lo que la llevó a producir una cantidad limitada de obras después de su nacimiento.
Fue miembro de la Sociedad Nacional de Escultura.
MacNeil, residente desde hacía mucho tiempo del vecindario de College Point en Queens, Nueva York, murió en el Hospital Jamaica del condado.

## Reconocimientos
MacNeil ganó una mención de honor en la Exposición Internacional de 1900 y una medalla de plata ese mismo año en la Exposición Universal de París. En 1904, recibió una medalla de bronce por una fuente en la Exposición Universal de San Luis, celebrada en San Luis (Misuri).